# Praunus flexuosus
Praunus flexuosus är en kräftdjursart som först beskrevs av Otto Friedrich Müller 1776.  Praunus flexuosus ingår i släktet Praunus och familjen Mysidae. Arten är reproducerande i Sverige. Inga underarter finns listade i Catalogue of Life.